# Nørre Højrup Kirke
Nørre Højrup Kirke er en kirke beliggende i landsbyen Nørre Højrup, ca. 11 km øst for Bogense, Nørre Højrup Sogn i Nordfyns Kommune. Nr. Højrup kirke er en af de mindste kirker på Fyn. Kirken blev restaureret i 1955 og er bygget i munkesten.
- Nørre Højrup Kirkes tårn

## Eksterne kilder og henvisninger
- Wikimedia Commons har flere filer relateret til Nørre Højrup Kirke
- Nørre Højrup Kirke hos KortTilKirken.dk
- Nørre Højrup Kirke på danmarkskirker.natmus.dk (Danmarks Kirker, Nationalmuseet)
- Kirkens beskrivelse hos Trap – Kongeriget Danmark, 3. udgave, bind 3, s. 479